# Potemnemus scabrosus
Potemnemus scabrosus es una especie de escarabajo longicornio del género Potemnemus, tribu Monochamini, subfamilia Lamiinae. Fue descrita científicamente por Olivier en 1790.

## Descripción
Mide 32-55 milímetros de longitud.

## Distribución
Se distribuye por Australia y Papúa Nueva Guinea.